# Bandité pro Baladu
Bandité pro Baladu (psáno někdy také Bandité pro baladu) je český a slovenský koprodukční poetický film z roku 2022, natočený téměř experimentálním způsobem režisérem Vladimírem Morávkem. Film natáčený od roku 2018 navazuje na divadelní inscenaci Balada pro banditu ze 70. let 20. století o legendě o Nikolovi Šuhajovi loupežníkovi, která byla v roce 2005 přepracována právě režisérem Morávkem pro divadlo Husa na provázku do novější stejnojmenné divadelní hry.

## Děj a pojetí
Primárně je film Bandité pro baladu vlastně roadmovie o cestě umělců divadla Husa na provázku, kteří muzikál v Česku hrají, do ukrajinské Koločavy, jež je dějištěm původního díla, aby ho zde odehráli. Samotní autoři filmu jeho děj popisují tak, že „Vyhořelá skupina brněnských intelektuálů se rozhodne odjet do Koločavy na Ukrajině a odehrát tam představení ‚Balady pro banditu‘.“
Film je lyrickou groteskou sestavenou z převážně dokumentárních záběrů. Děj a obsah původního muzikálu film pouze místy připomíná, naznačuje a evokuje, divák znalý původního muzikálu objevuje jeho fragmenty v nových souvislostech, ale to je vše, co z původního díla dostává. Film je založený na energickém střihu, který staví do kontrastu různé obrazy a výpovědi, čímž vytváří dynamické a často konfliktní významové vrstvy.
Střih kombinuje nejrůznější dějové linie této cesty – zatímco Miroslav Donutil a Boleslav Polívka letí letadlem, zbytek umělců jede autobusem. Děj není příliš zřetelný, prostřihy jsou až experimentálně divoké, pro diváka očekávajícího konvenčnější podívanou tak není snadné sledování po celou dobu udržet. Většinou se děj soustředí kolem toho, že umělci pořád jedou a jedou, ale neustále mají zpoždění. Přitom zažívají spoustu malých katastrof, které se při natáčení skutečně staly a režisérovi přišly „legrační, dojemné a katarzní.“
Důležitou složkou filmu je také hudba, která záběry propojuje. Ve filmu se objevují písně z původního muzikálu Miloše Štědroně hrané Jihočeskou filharmonií. Část písní je od slovenské kapely Zva 12-28 Band.

### Pocta osudu zakarpatských Ukrajinců
Film také vyjadřuje obdiv Morávka k osudu zakarpatských Ukrajinců a vystupují v něm místní ukrajinští neherci. V tomto rozměru je klíčovou postavou ukrajinská dívka, kterou hraje Tereza Marečková. Dívka se ve filmu zamiluje do postavy ztvárněné hercem Janem Zadražilem.
| „                          | Ten film je o nebetyčné lásce. O Zakarpatské Ukrajině, o kraji, kde Nikola Šuhaj loupežník byl slavným mužem. Zakarpatští Ukrajinci byli součástí československého státu. Jediné československé vojsko, které se nevzdalo v březnu 1939, bylo na Koločavě, protože vyhlásili samostatnost a hned druhý den na ně zaútočili Maďaři. A oni bojovali, čtrnáct dní bojovali za ideje zanikajícího československého státu." | “ |
| — Režisér Vladimír Morávek | |   |

Ve filmu je také znázorněna touha Ukrajinců po Západě a Evropské unii, která se však v chaotické fragmentované formě filmu rozpadá do deziluze.
| „                  | To vás zahanbuje. Vidíte, jak někdo miluje něco, k čemu vám lásku už rozmluvili. Zastydíte se, zatoužíte být lepší. Obdiv k osudu zakarpatských Ukrajinců je hlavní motiv filmu. Velmi dojemně touží po čemsi, čeho se jim nedostává, a oni to nepřestávají milovat. To je posilou i pro naše životy: milovat i to, co ztrácíš. | “ |
| — Vladimír Morávek | |   |

## Natáčení
Natáčení probíhalo v Brně a na Zakarpatské Ukrajině a začalo v roce 2018. Kromě bývalých a současných herců divadla Husa na provázku se cesty do Koločavy účastnila i celá Jihočeská filharmonie nebo místní ukrajinští neherci.
K ukrajinským nehercům režisér přistupoval podobně jako Miloš Forman ve filmech ze 60. let 20. století se záměrem navodit podobnou atmosféru, kdy není poznat, co je realita a co je inscenovaná realita.
Do filmu pronikají reálné trampoty s natáčením. Po cestě se kazí spousta věcí – celníci, navigace, evropské granty nebo tradice a legendy, natáčení zbrzďuje pandemie covidu, a vše završuje začátek rusko-ukrajinské války.

## Obsazení
- Miroslav Donutil[6]
- Martin Huba[6]
- Norbert Lichý[7]
- Tereza Marečková[7]
- Bolek Polívka[6]
- Pavla Tomicová[6]
- Eva Vrbková[7]
- Jan Zadražil[7]

Kromě těchto herců ve filmu zahráli:
- místní ukrajinští neherci[4]
- další herci a bývalí herci divadla Husa na provázku[4]
- členové Jihočeské filharmonie[6]

## Premiéra a vysílání
Premiéru měl film 4. listopadu 2022 v kině Kotva v Českých Budějovicích. Následovalo promítání 26. listopadu 2022 v zaplněném kině Scala v Brně a do běžného vysílání kin šel film od 1. prosince 2022.

## Recenze
- Ondřej Pavlík, filmový kritik: „50 procent s tím, že cením touhu tím filmem to v něčem tak jako nedivácky posunout a jít do neznámých vod, na druhou stranu si myslím, že ten finální tvar je nakonec ne úplně zvládnutý – takže takový kompromis 50 procent.“[1]
- Andrej Chovanec, Kinema.sk. „Plusy: rozvětvená, fragmentarizovaná a matoucí forma úspěšně koresponduje s deziluzivním pohledem; navzdory roztříštěnosti se divák dokáže začít v mluvení alespoň částečně orientovat. Mínusy: film bude svou formou pro mnohé diváky již od začátku neúnosný; kromě dystopického pohledu na mýtus lásky a svobody jsem ve filmu nenašel žádný přínosnější obsah.“[2]